# 中之島 (和歌山市)
中之島（なかのしま）は、和歌山県和歌山市の大字。2010年10月1日現在の人口は6,747人。郵便番号は640-8392。本項ではかつて同区域に存在した名草郡・海草郡中ノ島村（なかのしまむら）についても記す。

## 地理
和歌山市の中部、紀の川下流左岸と大門川下流右岸（一部は左岸）に広がる平野部、阪和線・紀伊中ノ島駅と紀勢本線・紀和駅の周辺に所在する。西で宇治藪下・嘉家作丁・宇治家裏・北新一丁目・北新七軒丁・北新博労丁・西仲間丁二丁目・東仲間丁二丁目・北新元金屋丁・北新金屋丁、南で畑屋敷新道丁・畑屋敷兵庫ノ丁・畑屋敷千体仏丁・畑屋敷端ノ丁・畑屋敷東ノ丁・畑屋敷榎丁・吉田、東で納定・新在家・有本、北で紀の川を挟んで船所・粟に接する。南部の東西を大門川と北大通りが、北部の東西を国道24号が横断する。紀の川対岸との間を結ぶ橋はない。

### 河川
- 紀の川
- 大門川

## 歴史

### 地名の由来
もともと紀の川河口の一島嶼だったことから。

### 沿革
- 室町時代 - 雑賀荘のうちに存在。
- 幕末 - 名草郡中野島村が存在。「旧高旧領取調帳」の記載によると和歌山藩領。
- 明治4年7月14日（1871年8月29日） - 廃藩置県により和歌山県の管轄となる。
- 1889年（明治22年）4月1日 - 町村制の施行により、中野島村の大部分（飛地を除く）および納定村の一部（飛地）の区域をもって中ノ島村が発足。本村の飛地は宮村の一部となる。
- 1896年（明治29年）4月1日 - 郡の統合により中ノ島村の所属郡が海草郡に変更[2]。
- 1933年（昭和8年）6月1日 - 中ノ島村が和歌山市に編入。同市大字中之島となる。

## 交通

### 鉄道
西日本旅客鉄道
- 紀勢本線
  - 紀和駅
- 阪和線
  - 紀伊中ノ島駅

区域内を和歌山線も通過するが、駅は所在しない。1974年まで和歌山線支線が田井ノ瀬駅から両駅に乗り入れていた。

### 和歌山バス
中之島内に存在するバス停は、志摩神社前・貝柄町・大門川の3つである。全てのバス停に停車する紀和線・鳴神線に加えて、貝柄町にのみ停車する楠見線がある。

#### 系統番号の色分け区別
始発・終着ターミナルにより、方向幕の系統番号を下記のように色分け表示している。しかし、和歌山営業所・市駅出張所所属車両の方向幕の大半が単色LEDに換装されたため、色による区別は看板や時刻表、路線図などの印刷物などに限られる。次に示す以外の色で色分けされる路線もあるが、中之島を通らないため省略する。
- 青色：JR和歌山駅発着路線
- オレンジ色：南海和歌山市駅・JR和歌山駅双方を経由又は発着する路線

- 紀和線
  - 65系統
南海和歌山市駅 - 貝柄町 - JR和歌山駅
- 楠見線
  - 87系統≪急行≫（休日運休）
JR和歌山駅 - （途中無停車） - 貝柄町 - （途中無停車） - 北新橋 - 楠見中 - 東洋台 - 近畿大学付属和歌山校前 - 鳴滝団地
- 鳴神線
  - 94系統
南海和歌山市駅 - 貝柄町 - 黒田 - JR和歌山駅東口 - 向陽高校前 - 秋月 - 鳴神住宅前 - 花山 - 紀伊風土紀の丘

### 地域バス
和歌山市では、「バス路線の廃止等による交通不便地域住民の移動手段の確保を図るため、行政主体の運営ではなく、バスを必要とする地域住民が主体となって、計画・運行する乗合バス事業に市が上限を定め支援するコミュニティバス」として、地域バスが市内を走行している。現在、運行中の紀三井寺団地線に加えて、2021年には木本地区、湊地区、有功地区にて地域バス実証運行を行っていた。2022年中に、和歌山市中之島地区を含む7カ所で、新たに地域バスの実証運行を行うことが発表された。

### 道路
- 国道24号
- 北大通り
- 柳通り

## 施設

### 教育施設
- 和歌山市立中之島小学校
- 和歌山市立中之島保育所
- 和歌山市立中之島幼稚園

### 公共施設
- 和歌山中之島郵便局
- 和歌山天王郵便局
- 和歌山市中之島連絡所
- 中之島公園
- せせらぎ公園
- 和歌山県立体育館
- 西覚寺

### スーパー・コンビニエンスストア
- ダイソー和歌山中之島店
- ツルハドラッグ和歌山中之島店
- コープ中之島店
- ファミリーマート和歌山中之島店
- ファミリーマート和歌山中之島水道路店
- セブンイレブン和歌山向芝店
- デイリーヤマザキ和歌山市中之島店